# Lista de municípios dos Territórios do Noroeste

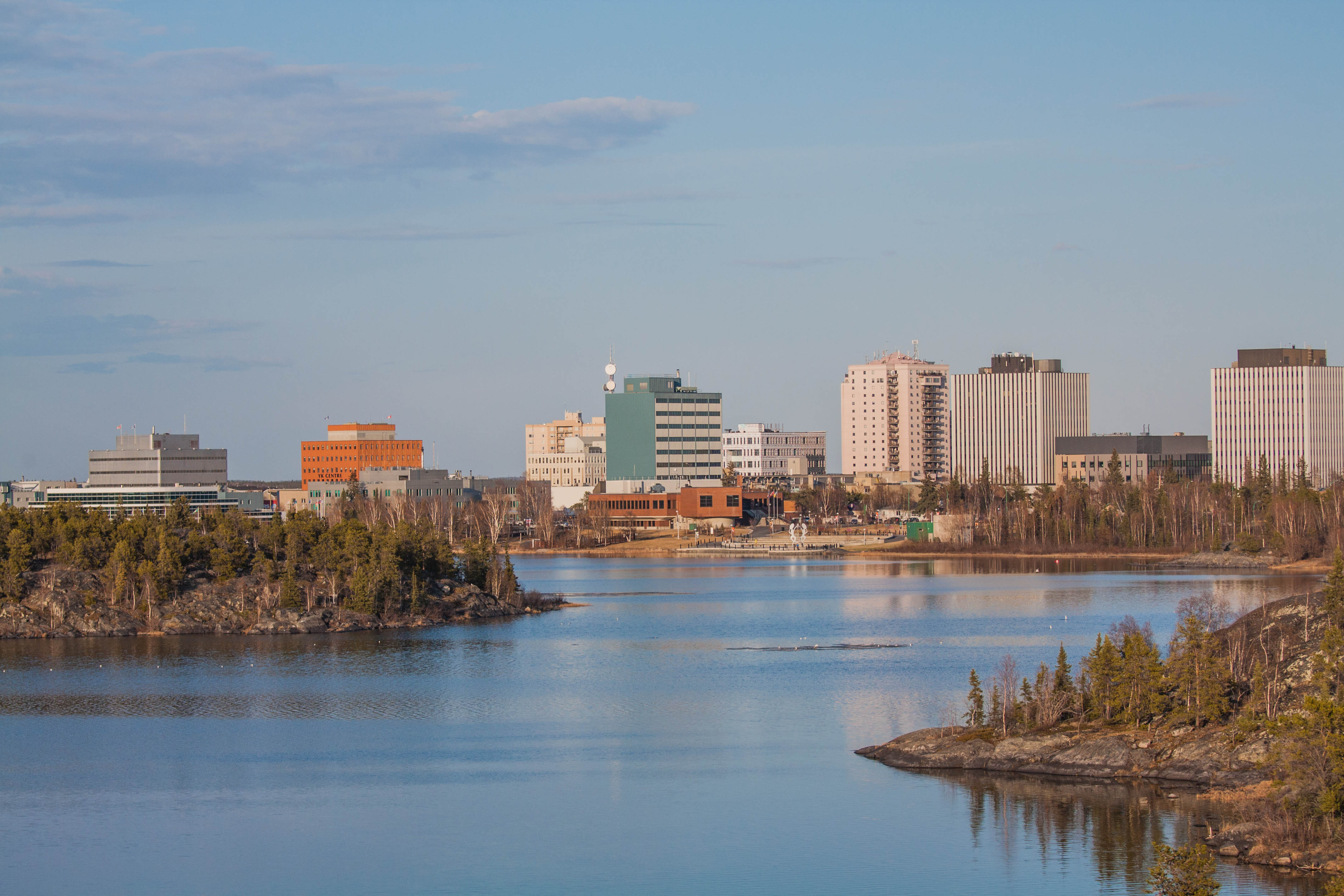
Vista do centro de Yellowknife.

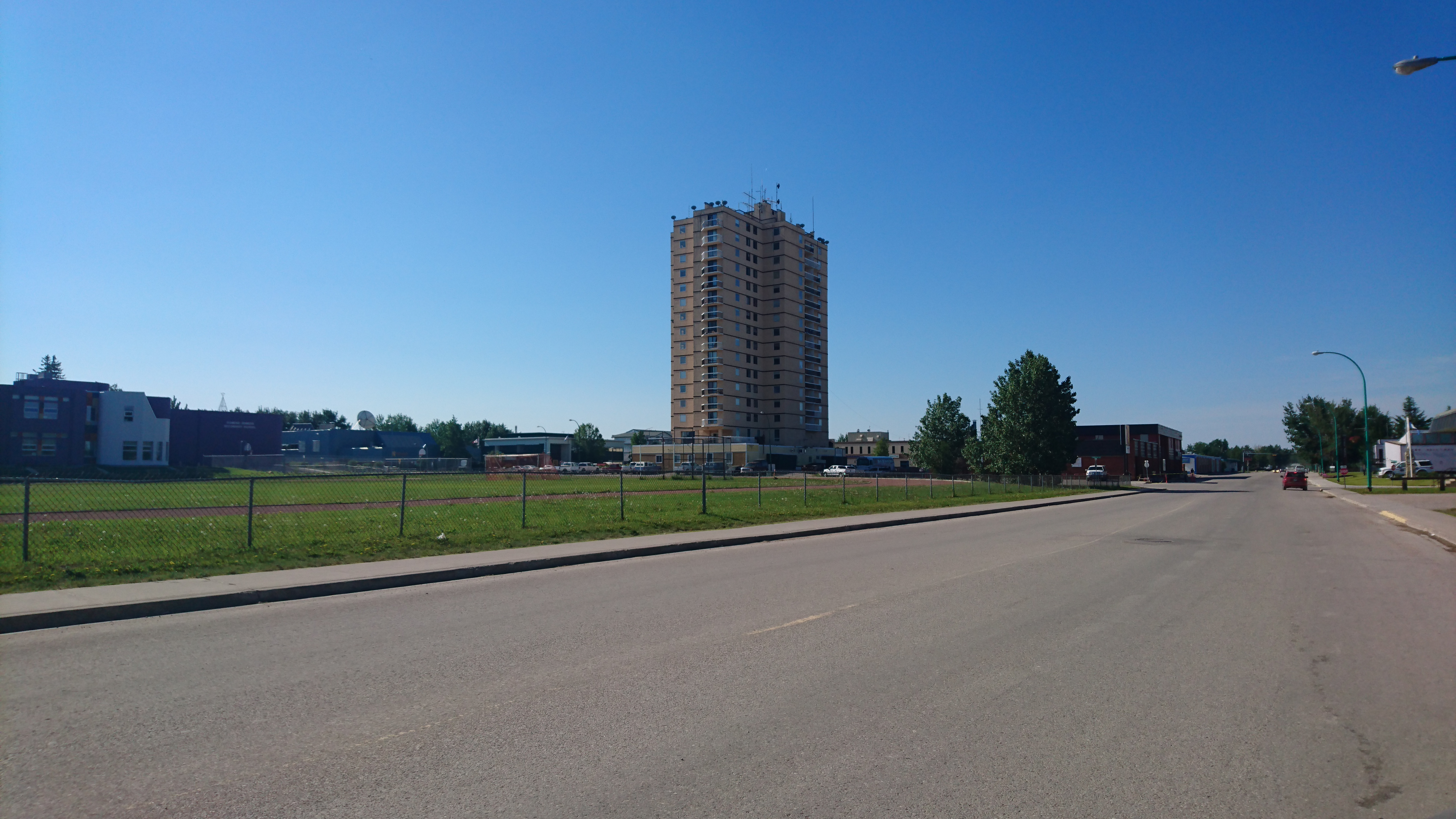
Rua em Hay River.

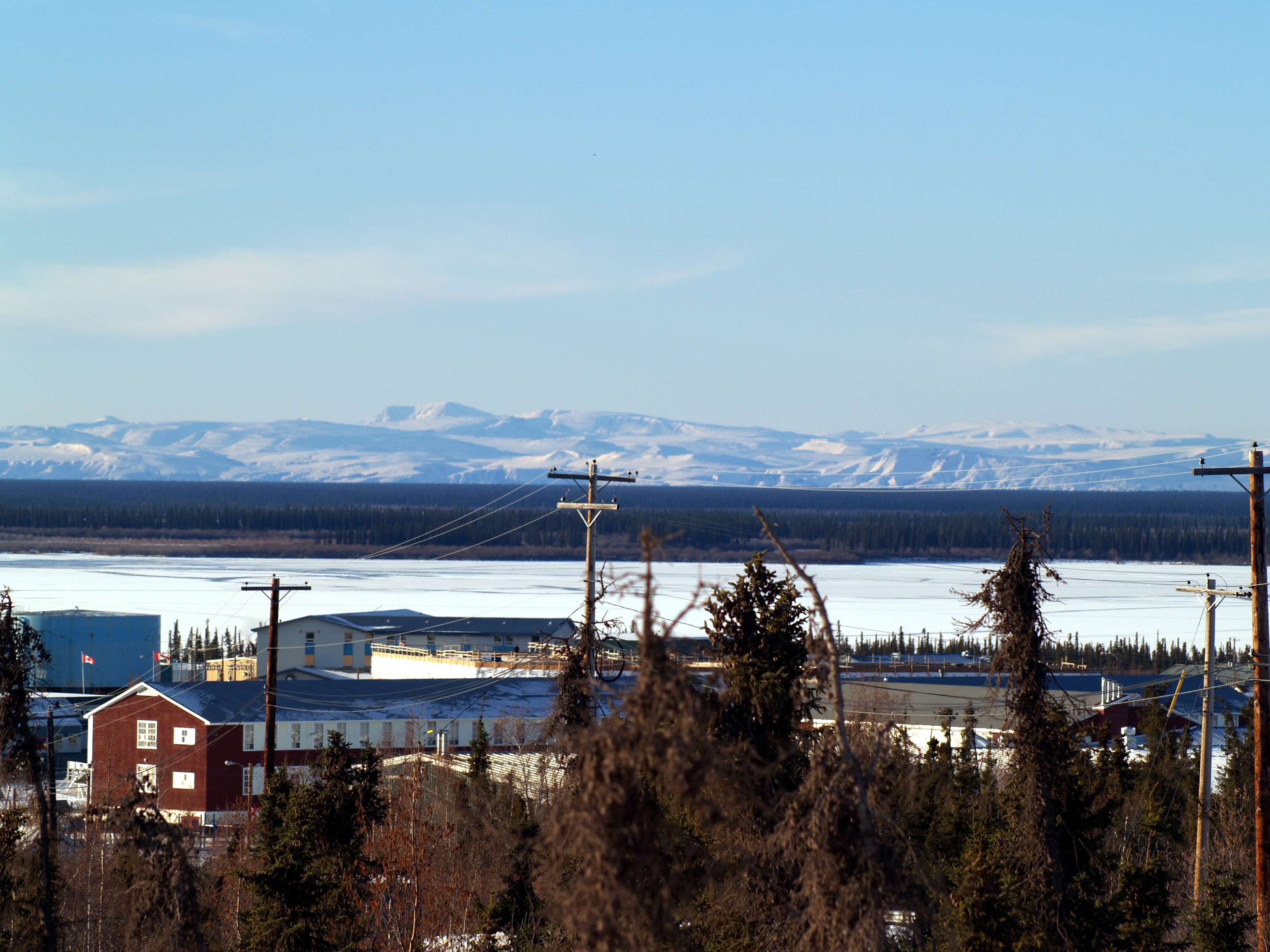
Vista Inuvik com as montanhas no fundo.

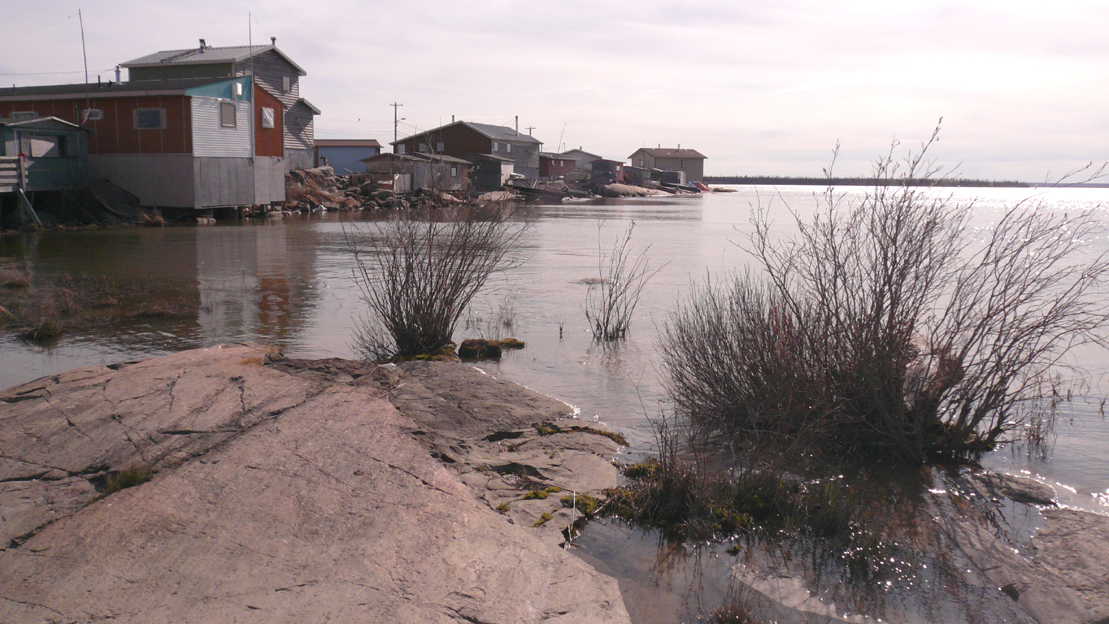
Behchokǫ̀.

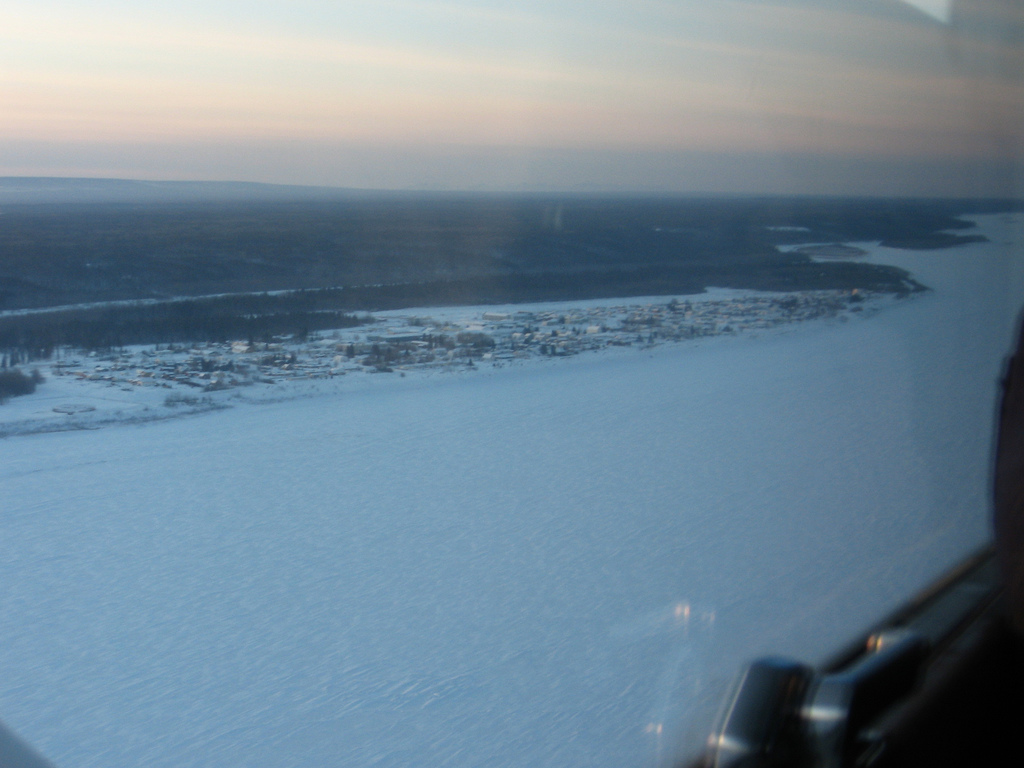
Imagem aérea de Fort Simpson.

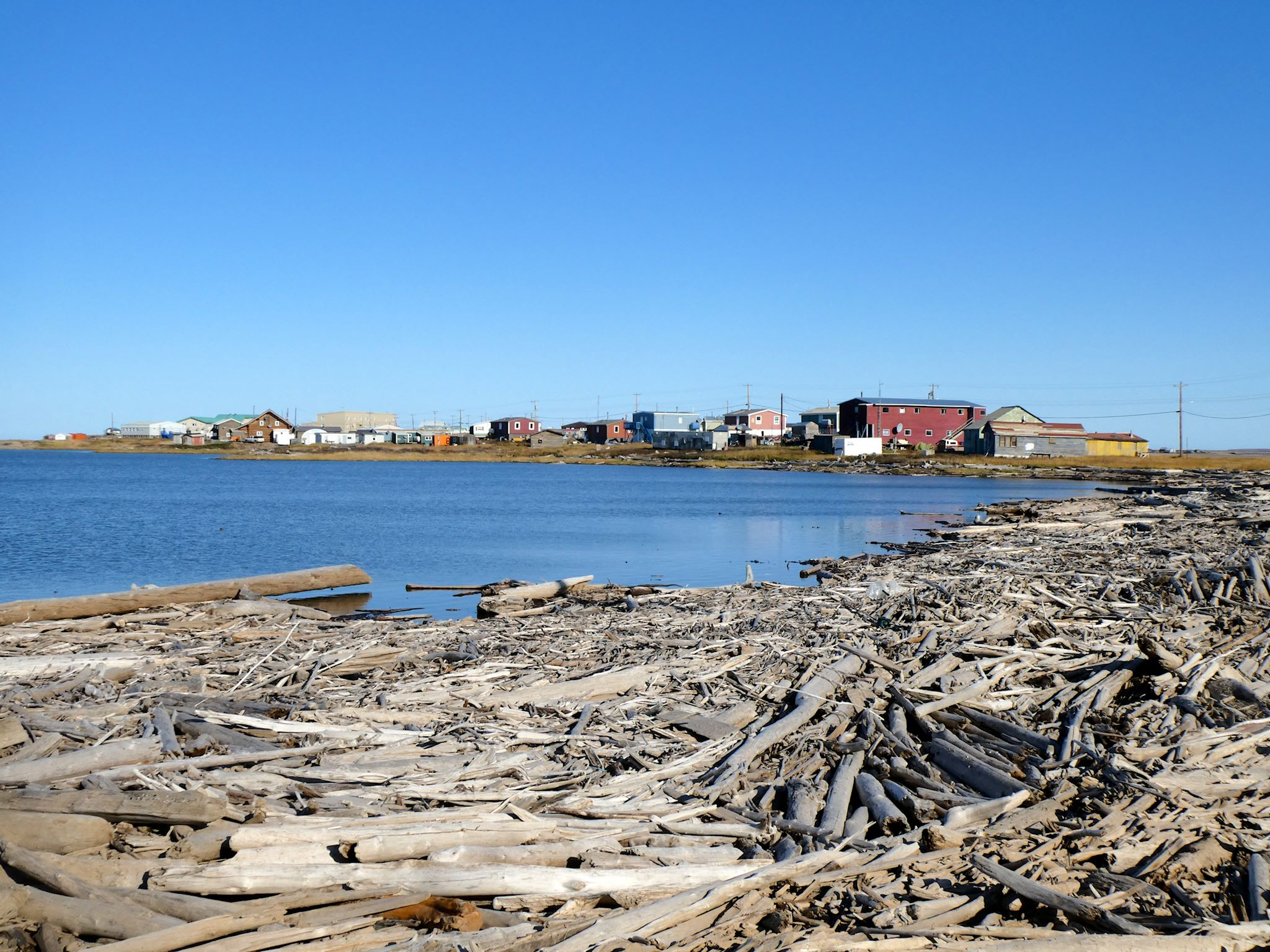
Imagem de Tuktoyaktuk.

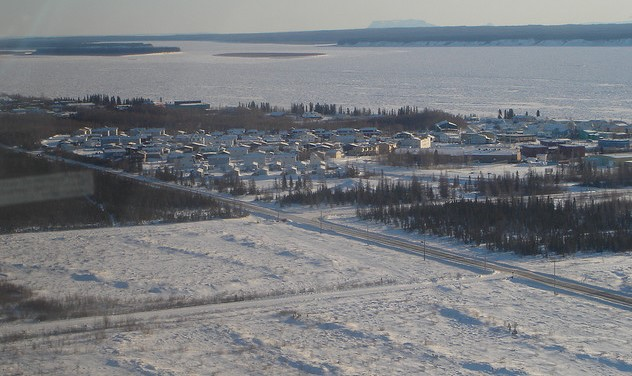
Imagem aérea de de Norman Wells.

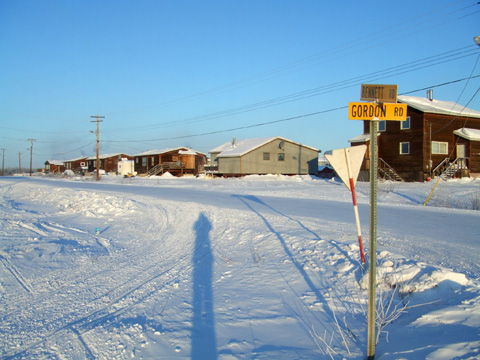
Aklavik.

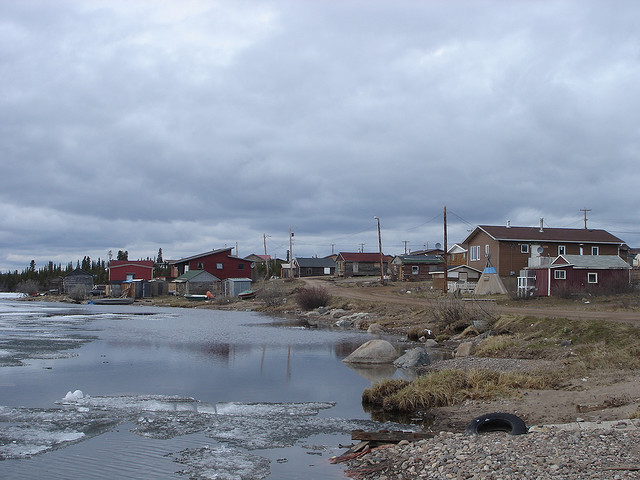
Deline.

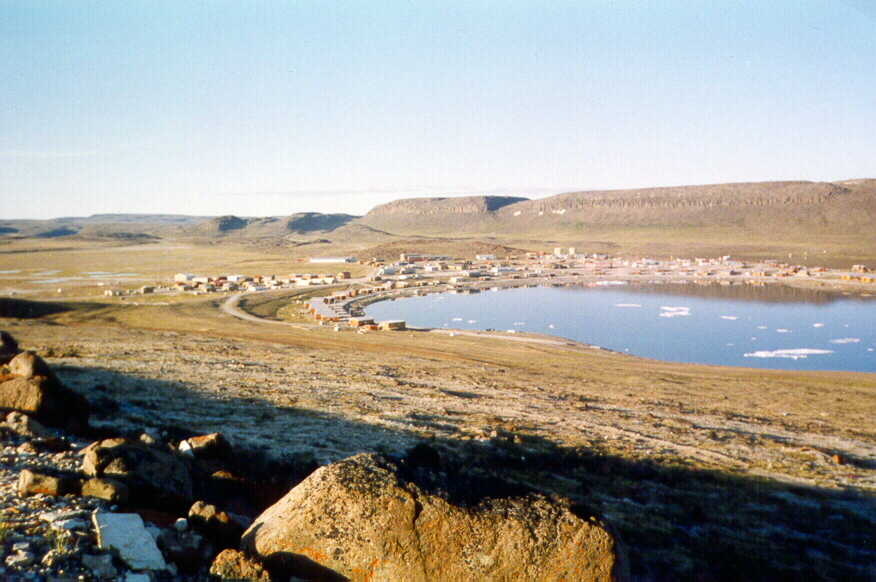
Imagem de Ulukhaktok.

Os Territórios do Noroeste são o mais populoso dos três territórios do Canadá, com 41.786 residentes em 2016 e é o segundo maior território, com 1.133.794 quilômetros quadrados. Os 24 municípios dos Territórios do Noroeste cobrem apenas 0,2% da massa terrestre do território, mas abrigam 95,8% da sua população.
De acordo com a Lei das Cidades, Towns e Vilas (CTVA), Lei dos Hamlets e a Lei das Comunidades da Carta (CCA), todas promulgadas em 2003, um município é uma área dentro de uma cidade, vila, aldeia, hamlet ou comunidade charter que foi estabelecido ou continuado por uma ordem legislativa. A Lei do Governo Comunitário do Tlicho (TCGA), promulgada em 2004, também considera os governos das comunidades indígenas como corporações municipais ao lado de comunidades, cidades, aldeias, towns e hamlets.
Yellowknife é a capital dos Territórios do Noroeste e sua única cidade, enquanto Fort Simpson é sua única vila. Dos 22 municípios restantes, três deles são comunidades charter, quatro são governos comunitários do povo Tlicho, onze são hamlets e quatro são towns. A CTVA, a  Lei dos Hamlets, o CCA e o TCGA estipulam a governança de todos os municípios.
Quase metade da população dos Territórios do Noroeste (46,8%) reside em Yellowknife, o maior município do território com 19.569 habitantes. O município menos populoso é Sachs Harbour, com 103 habitantes. O maior município por área é Fort Resolution com 455,22 quilômetros quadrados, enquanto o menor é Gamèti em 9,19 quilômetros quadrados.

## Cidades
Um pedido pode ser submetido para incorporar uma comunidade como cidade sob a Lei de Cidades, Towns e Vilas, a pedido de um mínimo de 25 residentes que sejam eleitores elegíveis, ou por iniciativa do Ministro de Assuntos Municipais e Comunitários, se a cidade proposta tem um valor de terra mínimo avaliado de $200 milhões ou se uma exceção é feita pelo Ministro. A única cidade nos Territórios do Noroeste é Yellowknife. Tinha uma população de 19.569 habitantes e uma área de terra de 105,47 quilômetros quadrados de acordo com o censo de 2016.

## Towns
Não existe uma tradução exata para a palavra town em português, no entanto, o termo town pode ser entendido como uma pequena cidade que é maior que vilas, bairros e vilarejos, mas ainda sim menor que cidades de médio e grande porte. Tal como as cidades, uma candidatura para incorporar como town pode ser apresentada ao abrigo da Lei de Cidades, Towns e Vilas, a pedido de um mínimo de 25 residentes elegíveis ou por iniciativa do Ministro dos Assuntos Municipais e da Comunidade. No caso de uma town, no entanto, o valor mínimo da terra da cidade proposta deve ser de $50 milhões, a menos que uma exceção seja feita pelo Ministro. Os Territórios do Noroeste tem quatro comunidades incorporadas como towns. Hay River é a maior cidade do território por população e área territorial com 3.528 habitantes e 133,15 quilômetros quadrados, respectivamente. Norman Wells é a town menos populosa, com 778 habitantes, enquanto Inuvik é a menor por área terrestre a 62,48 quilômetros quadrados.

## Vilas
A Lei de Cidades, Towns e Vilas permite que uma aplicação seja incorporada como uma vila a pedido de um mínimo de 25 residentes elegíveis, ou por iniciativa do Ministro de Assuntos Municipais e Comunitários. O valor mínimo da terra da vila proposta deve ser de $10 milhões, a menos que uma exceção seja feita pelo Ministro. A única vila nos Territórios do Noroeste é Fort Simpson. Tinha uma população de 1.202 habitantes e uma área de terra de 78,32 quilômetros quadrados.

## Hamlets
O termo hamlet, da língua inglesa, pode ser traduzido para o português como: aldeia, aldeola, aldeota ou vilarejo. A pedido de um mínimo de 25 residentes que sejam eleitores elegíveis, ou por iniciativa do Ministro de Assuntos Municipais e da Comunidade, um requerimento pode ser submetido para ser incorporado à comunidade como um hamlet sob a Lei dos Hamlets. Ao contrário das cidades, towns e vilas, a incorporação de hamlets não é condicionada por um valor de terra mínimo avaliado. Dos 11 hamlets nos Territórios do Noroeste, Tuktoyaktuk é o maior em população com 898 habitantes, mas é o menor em área terrestre a 14,00 quilômetros quadrados. Sachs Harbour é o menos povoado, com 103 habitantes, enquanto Fort Resolution é a maior área terrestre em 455,22 quilômetros quadrados.

## Comunidades charter
Um pedido para incorporar como uma comunidade charter pode ser submetido sob a Lei de Comunidades Charter a pedido de um mínimo de 25 residentes que são eleitores elegíveis, ou por iniciativa do Ministro de Assuntos Municipal e Comunitário. Após consulta aos residentes e grupos da comunidade, o pedido pode ser aprovado se 60% dos eleitores elegíveis votarem para aprovar a incorporação. Os Territórios do Noroeste tem três comunidades charter. Deline é a maior comunidade charter do território, com população de 533 habitantes, e Fort Good Hope é a menor em área terrestre com 47,25 quilômetros quadrados. Tsiigehtchic é a menor comunidade charter por população, com 172 habitantes, enquanto Deline é a maior por área terrestre a 79,44 quilômetros quadrados.

## Governos comunitários
Quatro governos comunitários foram estabelecidos por meio da promulgação da Lei do Governo Comunitário do Tlicho (TCGA). Behchokǫ̀ é o maior governo comunitário do território por população e área territorial, com 1.874 habitantes e 75,17 quilômetros quadrados, respectivamente. Wekweeti é o menor governo comunitário por população, com 129 habitantes, enquanto Gamèti é o menor por área terrestre a 9,19 quilômetros quadrados.

## Lista de municípios
| Nome                              | Classificação       | Incorporação | Censo canadense de 2016 | Censo canadense de 2016 | Censo canadense de 2016 | Censo canadense de 2016 | Censo canadense de 2016 |
| Nome                              | Classificação       | Incorporação | População (2016)        | População (2011)        | Mudança                 | Área de terra (km²)     | Densidade populacional  |
| --------------------------------- | ------------------- | ------------ | ----------------------- | ----------------------- | ----------------------- | ----------------------- | ----------------------- |
| Yellowknife                       | Cidade              | 01-01-1970   | 19.569                  | 19.234                  | 1,7%                    | 105,47                  | 185,5/km2               |
| Hay River                         | Town                | 27-06-1963   | 3.528                   | 3.606                   | 2,2%                    | 133,15                  | 26,5/km2                |
| Inuvik                            | Town                | 01-01-1979   | 3.243                   | 3.463                   | 6,4%                    | 62,8                    | 51,9/km2                |
| Fort Smith                        | Town                | 01-10-1966   | 2.542                   | 2.496                   | 1,8%                    | 92,79                   | 27,4/km2                |
| Behchokǫ̀                          | Governo comunitário | 04-08-2005   | 1.874                   | 1.926                   | 2,7%                    | 75,17                   | 24,9/km2                |
| Fort Simpson                      | Vila                | 01-01-1973   | 1.202                   | 1.238                   | 2,9%                    | 78,32                   | 15,3/km2                |
| Tuktoyaktuk                       | Hamlet              | 01-04-1970   | 898                     | 854                     | 5,2%                    | 14,00                   | 64,1/km2                |
| Norman Wells                      | Town                | 12-04-1992   | 778                     | 727                     | 7,0%                    | 82,86                   | 9,4/km2                 |
| Fort McPherson                    | Hamlet              | 01-11-1986   | 700                     | 792                     | 11,6%                   | 53,39                   | 13,1/km2                |
| Fort Providence                   | Hamlet              | 01-01-1987   | 695                     | 734                     | 5,3%                    | 255,05                  | 2,7/km2                 |
| Aklavik                           | Hamlet              | 01-01-1974   | 590                     | 633                     | 6,8%                    | 14,47                   | 40,8/km2                |
| Deline                            | Comunidade charter  | 01-04-1993   | 533                     | 472                     | 12,9%                   | 79,44                   | 6,7/km2                 |
| Fort Good Hope                    | Comunidade charter  | 01-04-1995   | 516                     | 515                     | 0,2%                    | 47,25                   | 10,9/km2                |
| Fort Liard                        | Hamlet              | 01-04-1987   | 500                     | 536                     | 6,7%                    | 68,38                   | 7,8/km2                 |
| Tulita                            | Hamlet              | 01-04-1984   | 477                     | 478                     | 0,2%                    | 52,12                   | 9,2/km2                 |
| Fort Resolution                   | Hamlet              | 01-05-2011   | 470                     | 474                     | 0,8%                    | 455,22                  | 1,0/km2                 |
| Whatì                             | Comunidade charter  | 04-08-2005   | 470                     | 492                     | 4,5%                    | 59,95                   | 7,8/km2                 |
| Ulukhaktok                        | Hamlet              | 01-04-1984   | 396                     | 402                     | 1,5%                    | 124,45                  | 3,2/km2                 |
| Gamèti                            | Comunidade charter  | 04-08-2005   | 278                     | 253                     | 9,9%                    | 9,19                    | 30,3/km2                |
| Paulatuk                          | Hamlet              | 01-04-1987   | 265                     | 313                     | 15,3%                   | 66,86                   | 4,0/km2                 |
| Tsiigehtchic                      | Comunidade charter  | 21-06-1993   | 172                     | 143                     | 203%                    | 48,98                   | 3,5/km2                 |
| Wekweeti                          | Comunidade charter  | 04-08-2005   | 129                     | 141                     | 8,5%                    | 14,70                   | 8,8/km2                 |
| Enterprise                        | Hamlet              | 29-10-2007   | 106                     | 99                      | 7,1%                    | 286,89                  | 0,4/km2                 |
| Sachs Harbour                     | Hamlet              | 01-04-1986   | 103                     | 112                     | 8,0%                    | 290,94                  | 0,4/km2                 |
| Total dos municípios              | —                   | —            | 40.034                  | 40.133                  | 0,2%                    | 2.571,52                | 15,6/km2                |
| Total dos Territórios do Noroeste | —                   | —            | 41.786                  | 41.877                  | 0,2%                    | 1.143.793,86            | 0,04/km2                |